# Michael Olise
Michael Olise (prononcé [majkœl olize]), né le 12 décembre 2001 à Londres en Angleterre, est un footballeur international français qui évolue actuellement au poste d'ailier droit ou de milieu offensif au Bayern Munich.
Formé en Angleterre, où il a grandi, il commence sa carrière professionnelle au Reading FC puis à Crystal Palace avant de partir en Allemagne au Bayern Munich. C'est là qu'il remporte ses premiers titres en étant sacré champion d'Allemagne dès la première année.
Après avoir été médaillé d'argent aux Jeux olympiques de Paris 2024, il est sélectionné en équipe de France la même année.

## Biographie

### Enfance et formation
Michael Olise naît d'un père nigérian et d'une mère franco-algérienne en Angleterre, à Londres, dans le quartier d'Hammersmith,.
L'attaquant fait ses premiers pas à Hayes & Yeading United, à l'ouest de Londres. Il poursuit dans les académies d'Arsenal, dès l'âge de huit ans, avant de rejoindre, quelques mois plus tard, celui de Chelsea, en U9. Sean Colon, formateur d’Olise à l’académie We Make Footballers, déclare en 2022 : « Michael a été le meilleur joueur de sa catégorie d’âge tout au long de sa carrière. Parfois, cela a presque joué contre lui : il ne pouvait pas comprendre la nécessité de travailler aussi dur  ». Après cinq années, Olise n'est pas conservé par Chelsea avant ses seize ans. 
Après des essais du côté de Manchester City et de Tottenham en 2016, il rejoint ensuite l'académie du Reading FC en U15. Deux ans après son arrivée, Michael alterne déjà entre les équipes U18, réserve et première,. 

### Révélation à Reading FC
Le 12 mars 2019, à 17 ans, Michael Olise joue son premier match en professionnel en entrant en jeu à la place de Modou Barrow avec Reading FC, face à Leeds United lors d'une rencontre de Championship (D2 anglaise) au Madejski Stadium (défaite 0-3). Olise connaît sa première titularisation lors de la journée suivante, le 16 mars contre Stoke City (0-0). Devant le manque d'entrain au repli défensif, l'entraîneur Mark Bowen envoie le jeune français avec l'équipe U23 du club et le fait évoluer comme milieu défensif,. En mai 2019, il est nommé « Reading FC's Scholar of the Year », récompensant le meilleur jeune du club. Le 15 juillet 2019, Olise signe son premier contrat professionnel, d'une durée de trois saisons soit jusqu'en juin 2022.
Le 19 septembre 2020, Michael Olise inscrit son premier but en tant que joueur professionnel, lors de la victoire en championnat de Reading face au Barnsley FC (2-0). Avec notamment un début de saison 2020-2021 prometteur, ses prestations attirent le regard de plusieurs formations comme Leeds United, Arsenal FC ou encore Wolverhampton Wanderers mais le joueur reste finalement à Reading. Il est élu meilleur jeune joueur lors de cette saison 2020-2021 en Championship avec sept buts et dix passes décisives qui permettent à Reading d'intégrer le top 7, sans promotion à la clé.

### Confirmation à Crystal Palace
Le 8 juillet 2021, Michael Olise s'engage avec Crystal Palace, où il signe un contrat de cinq ans, soit jusqu'en juin 2026,, contre plus de neuf millions d'euros. Blessé lors du mercato estival, son entraîneur Patrick Vieira explique qu'Olise a « eu quelques premiers mois difficiles (...) mais il a réussi à revenir sur le terrain, et son éthique de travail est incroyable. Il a réussi à gagner la confiance de ses coéquipiers ».
Olise joue son premier match sous ses nouvelles couleurs le 11 septembre 2021 contre Tottenham Hotspur, faisant par la même occasion sa première apparition en Premier League. Olise entre en jeu ce jour-là à la place de Jordan Ayew et son équipe l'emporte par trois buts à zéro,. Cantonné sur le banc des remplaçants, le Londonien fait bon usage du peu de temps de jeu qu’on lui donne jusqu'à être élu meilleur joueur de Crystal Palace en janvier 2022.
Courtisé par le Chelsea FC au cours de l'été 2023, Olise prolonge finalement son contrat avec Crystal Palace le 17 août 2023. Il est alors lié au club jusqu'en juin 2027. Il se blesse gravement aux ischios-jambiers avec l'équipe de France U21 à l'Euro espoirs. Début février 2024 avec Crystal Palace, sa blessure aux ischios-jambiers resurgit et le prive d'un exercice 2023-2024 abouti (10 réalisations et 6 passes décisives en 19 apparitions).
En trois saisons chez les Eagles, l'attaquant devient un joueur majeur de l'équipe et, en 82 matches de Premier League, signe quatorze buts et délivre 22 passes décisives.

### Bayern Munich

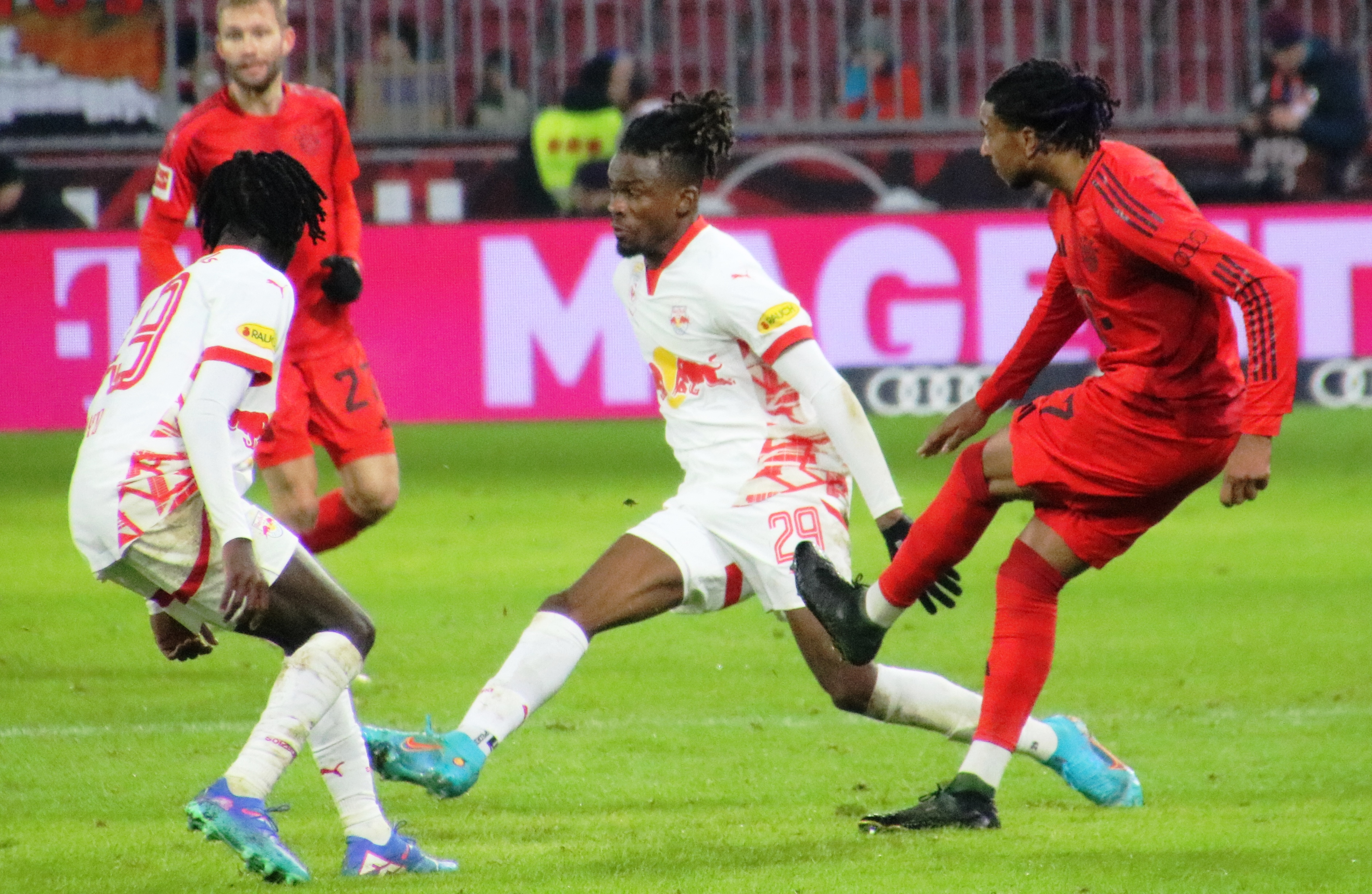
Michael Olise aux côtés du Bayern Munich face au Red Bull Salzbourg lors d'un match le 6 janvier 2025.

Courtisé par le Bayern Munich lors de l'été 2024, Olise signe un contrat de cinq ans. Le club débourse environ 60 millions d’euros hors bonus dans ce transfert,.
Olise marque son premier but pour le Bayern le 14 septembre 2024, lors d'une rencontre de championnat face à Holstein Kiel. Il entre en jeu à la place de Serge Gnabry et participe à la victoire de son équipe par six buts à un,. En septembre 2024, pour le premier match de Ligue des champions de sa carrière, Michael Olise inscrit un doublé contre le Dinamo Zagreb, permettant au Bayern de s'imposer 9-2. Avant la trêve internationale en mars 2025, Olise compte déjà huit buts en Bundesliga et est le troisième meilleur buteur du Bayern en championnat. Pour sa première saison, il est champion d'Allemagne et finit meilleur passeur du championnat. Lors de l'été 2025, il participe à la Coupe du monde des clubs. Pour le premier match de poule contre, il marque un doublé et offre deux passes décisives lors d'une victoire dix buts à zéro contre Auckland City.

### En sélection nationale

#### Quatre nations possibles
Né en Angleterre d'un père nigérian et d'une mère franco-algérienne, Michael Olise a le choix entre quatre nationalités sportives différentes,,.
Interrogé en conférence de presse en 2024 sur son choix de représenter la France au lieu de son pays natal l’Angleterre, il déclare « J’ai toujours eu une connexion avec l’équipe de France, c’est pourquoi je joue pour la France ». Il ajoute : « Ma mère vient de France. Quand j'étais petit, je suis venu ici. J'avais cette connexion avec la France. Je suis fier d'être là ».

#### Avec les équipes de France jeunes
Le 27 mai 2019, il est appelé avec l'équipe de France des moins de 18 ans pour participer au Tournoi de Toulon, où il dispute deux rencontres.
Le 17 mars 2022, il est convoqué pour la première fois avec l'équipe de France espoirs, par le sélectionneur Sylvain Ripoll, pour participer à un match de qualification à l'Euro 2023 contre les îles Féroé et un match amical contre l'Irlande du Nord,. Le 24 mars 2022, il obtient sa première sélection avec les espoirs lors d'une victoire par deux buts à zéro face aux îles Féroé, en entrant en jeu à la place de Sofiane Diop. Présent dans la sélection française qui dispute cet Euro, Olise inscrit le but de la victoire française lors du deuxième match de poule contre la Norvège. Il se blesse cependant aux ischio-jambiers de la cuisse gauche durant cette rencontre, ce qui l'amène à déclarer forfait pour la suite de la compétition,.
Le 3 juin 2024, Thierry Henry le sélectionne dans une pré-liste de 25 joueurs afin de disputer les Jeux olympiques 2024 à Paris avant de le convoquer dans la liste définitive le 8 juillet. Grand artisan de l'épopée française jusqu'à la finale, dès le premier match au stade Vélodrome face aux États-Unis (3-0), Olise est l'auteur de la passe décisive pour l'ouverture du score de Lacazette et du but du 2-0. Passeur décisif pour Sildillia lors de la 2e journée face à la Guinée (1-0) puis pour Mateta en quarts face à l'Argentine (1-0), Olise marque de nouveau en demi-finale face à l'Égypte (3-1 ap). La France s'incline contre l'Espagne en finale (5-3 ap). Olise termine meilleur passeur la compétition avec cinq offrandes, impliqué dans sept des onze buts français dont deux buts personnels et une médaille d'argent pour lui et son équipe.

#### Avec l'équipe de France A
Le 29 août 2024, il est sélectionné pour la première fois en équipe de France senior par Didier Deschamps, pour disputer deux matchs dans le cadre de la Ligue des Nations, face à l'Italie et la Belgique. C'est le 6 septembre qu'il honore sa première sélection lors d'une confrontation face à l'Italie au Parc des Princes lors d'une défaite trois buts à un.
Le 23 mars 2025, il marque son premier but en match officiel de l'équipe de France senior lors de la victoire en quart de finale retour de Ligue des nations contre la Croatie sur coup franc direct pour sa sixième cape. Son but est l'un des deux buts qui permet à la France de remonter son retard pris au match aller et d'amener la Croatie en prolongation puis en tirs aux buts pour que la France se qualifie pour la finale à quatre.
En mai, il fait partie du groupe de 25 joueurs convoqués pour participer à la phase finale de Ligue des nations. Titulaire lors de la demi-finale perdu contre l'Espagne, il entre en jeu lors de la petite finale et marque le deuxième but contre l'Allemagne pour une victoire deux buts à zéro.

## Style de jeu
Dès ses débuts à Reading, Michael Olise fait montre d'une dextérité rare balle au pied et transforme ses facilités techniques en gestes déterminants et décisifs. Il cumule aussi une bonne vision du jeu et une certaine vitesse.
À Reading, son entraîneur Mark Bowen remarque le fort caractère du joueur : « Parfois, il se prenait des coups de pied ou essayait même de se moquer des joueurs seniors. Ça ne me dérangeait pas, car cela montrait un niveau de confiance vraiment élevé. Il attirait tout de suite l’attention (...) un brin d’arrogance ».

## Statistiques

### Par saison en club
| Saison                | Club                  | Championnat           | Championnat | Championnat | Championnat | Coupe nationale | Coupe nationale | Coupe nationale | Coupe de la Ligue | Coupe de la Ligue | Coupe de la Ligue | Supercoupe | Supercoupe | Supercoupe | Compétition(s) continentale(s) | Compétition(s) continentale(s) | Compétition(s) continentale(s) | Compétition(s) continentale(s) | Coupe du monde des clubs | Coupe du monde des clubs | Coupe du monde des clubs | Total | Total | Total |
| Saison                | Club                  | Division              | M.          | B.          | P.d.        | M.              | B.              | P.d.            | M.                | B.                | P.d.              | M.         | B.         | P.d.       | Comp.                          | M.                             | B.                             | P.d.                           | M.                       | B.                       | P.d.                     | M.    | B.    | P.d.  |
| 2018-2019             | Reading FC            | Championship          | 4           | 0           | 0           | -               | -               | -               | -                 | -                 | -                 | -          | -          | -          | -                              | -                              | -                              | -                              | -                        | -                        | -                        | 4     | 0     | 0     |
| 2019-2020             | Reading FC            | Championship          | 19          | 0           | 1           | 3               | 0               | 1               | 1                 | 0                 | 0                 | -          | -          | -          | -                              | -                              | -                              | -                              | -                        | -                        | -                        | 23    | 0     | 2     |
| 2020-2021             | Reading FC            | Championship          | 44          | 7           | 12          | 1               | 0               | 0               | 1                 | 0                 | 0                 | -          | -          | -          | -                              | -                              | -                              | -                              | -                        | -                        | -                        | 46    | 7     | 12    |
| Sous-total            | Sous-total            | Sous-total            | 67          | 7           | 13          | 4               | 0               | 1               | 2                 | 0                 | 0                 | -          | -          | -          | -                              | -                              | -                              | -                              | -                        | -                        | -                        | 73    | 7     | 14    |
| 2021-2022             | Crystal Palace        | Premier League        | 26          | 2           | 5           | 5               | 2               | 3               | -                 | -                 | -                 | -          | -          | -          | -                              | -                              | -                              | -                              | -                        | -                        | -                        | 31    | 4     | 8     |
| 2022-2023             | Crystal Palace        | Premier League        | 37          | 2           | 11          | 1               | 0               | 0               | 2                 | 0                 | 0                 | -          | -          | -          | -                              | -                              | -                              | -                              | -                        | -                        | -                        | 40    | 2     | 11    |
| 2023-2024             | Crystal Palace        | Premier League        | 19          | 10          | 6           | -               | -               | -               | -                 | -                 | -                 | -          | -          | -          | -                              | -                              | -                              | -                              | -                        | -                        | -                        | 19    | 10    | 6     |
| Sous-total            | Sous-total            | Sous-total            | 82          | 14          | 22          | 6               | 2               | 3               | 2                 | 0                 | 0                 | -          | -          | -          | -                              | -                              | -                              | -                              | -                        | -                        | -                        | 90    | 16    | 25    |
| 2024-2025             | Bayern Munich         | Bundesliga            | 34          | 12          | 17          | 2               | 0               | 1               | -                 | -                 | -                 | -          | -          | -          | C1                             | 14                             | 5                              | 2                              | 3                        | 3                        | 2                        | 53    | 20    | 22    |
| 2025-2026             | Bayern Munich         | Bundesliga            | -           | -           | -           | -               | -               | -               | -                 | -                 | -                 | 1          | 0          | 0          | C1                             | -                              | -                              | -                              | -                        | -                        | -                        | 1     | 0     | 0     |
| Sous-total            | Sous-total            | Sous-total            | 34          | 12          | 17          | 2               | 0               | 1               | -                 | -                 | -                 | 1          | 0          | 0          | -                              | 14                             | 5                              | 2                              | 3                        | 3                        | 2                        | 54    | 20    | 22    |
| Total sur la carrière | Total sur la carrière | Total sur la carrière | 183         | 33          | 52          | 12              | 2               | 5               | 4                 | 0                 | 0                 | 1          | 0          | 0          | -                              | 14                             | 5                              | 2                              | 3                        | 3                        | 2                        | 217   | 43    | 61    |

### En sélection nationale
Avec l'équipe de France A, il compte 8 sélections pour 2 buts.
| Saison                | Sélection             | Phases finales              | Phases finales | Phases finales | Phases finales | Éliminatoires | Éliminatoires | Éliminatoires | Ligue des nations | Ligue des nations | Ligue des nations | Matchs amicaux | Matchs amicaux | Matchs amicaux | Total | Total | Total |
| Saison                | Sélection             | Compétition                 | M              | B              | Pd             | M             | B             | Pd            | M                 | B                 | Pd                | M              | B              | Pd             | M     | B     | Pd    |
| --------------------- | --------------------- | --------------------------- | -------------- | -------------- | -------------- | ------------- | ------------- | ------------- | ----------------- | ----------------- | ----------------- | -------------- | -------------- | -------------- | ----- | ----- | ----- |
| 2024-2025             | France                | Ligue des nations 2024-2025 | 2              | 1              | 0              | -             | -             | -             | 6                 | 1                 | 1                 | -              | -              | -              | 8     | 2     | 1     |
| Total sur la carrière | Total sur la carrière | Total sur la carrière       | 2              | 1              | 0              | -             | -             | -             | 6                 | 1                 | 1                 | -              | -              | -              | 8     | 2     | 1     |

#### Liste des matchs internationaux
| Matchs internationaux de Michael Olise | Matchs internationaux de Michael Olise | Matchs internationaux de Michael Olise            | Matchs internationaux de Michael Olise | Matchs internationaux de Michael Olise | Matchs internationaux de Michael Olise | Matchs internationaux de Michael Olise                                   |
|                                        | Date                                   | Lieu                                              | Adversaire                             | Résultat                               | Compétition                            | Notes                                                                    |
| -------------------------------------- | -------------------------------------- | ------------------------------------------------- | -------------------------------------- | -------------------------------------- | -------------------------------------- | ------------------------------------------------------------------------ |
| 1.                                     | 6 septembre 2024                       | Parc des Princes, Paris, France                   | Italie                                 | 1 - 3                                  | Ligue des nations 2024-2025            | Titulaire et remplacé par Ousmane Dembélé à la 58e minute de jeu.        |
| 2.                                     | 9 septembre 2024                       | Parc Olympique lyonnais, Décines-Charpieu, France | Belgique                               | 2 - 0                                  | Ligue des nations 2024-2025            | Entre en jeu à la place d'Ousmane Dembélé à la 79e minute de jeu.        |
| 3.                                     | 10 octobre 2024                        | Bozsik Aréna, Budapest, Hongrie                   | Israël                                 | 1 - 4                                  | Ligue des nations 2024-2025            | Titulaire et remplacé par Bradley Barcola à la 70e minute de jeu.        |
| 4.                                     | 14 novembre 2024                       | Stade de France, Saint-Denis, France              | Israël                                 | 0 - 0                                  | Ligue des nations 2024-2025            | Titulaire et remplacé par Kingsley Coman à la 71e minute de jeu.         |
| 5.                                     | 20 mars 2025                           | Stade de Poljud, Split, Croatie                   | Croatie                                | 2 - 0                                  | Ligue des nations 2024-2025            | Entre en jeu à la place d'Ousmane Dembélé à la 84e minute de jeu.        |
| 6.                                     | 23 mars 2025                           | Stade de France, Saint-Denis, France              | Croatie                                | 2 - 0 5-4 t.a.b                        | Ligue des nations 2024-2025            | Titulaire et remplacé par par Eduardo Camavinga à la 106e minute de jeu. |
| 7.                                     | 5 juin 2025                            | MHPArena, Stuttgart, Allemagne                    | Espagne                                | 5 - 4                                  | Ligue des nations 2024-2025            | Titulaire et remplacé par Rayan Cherki à la 63e minute de jeu.           |
| 8.                                     | 8 juin 2025                            | MHPArena, Stuttgart, Allemagne                    | Allemagne                              | 0 - 2                                  | Ligue des nations 2024-2025            | Entre en jeu à la place de Rayan Cherki à la 69e minute de jeu.          |

#### Buts internationaux
| Buts internationaux de Michael Olise | Buts internationaux de Michael Olise | Buts internationaux de Michael Olise | Buts internationaux de Michael Olise | Buts internationaux de Michael Olise | Buts internationaux de Michael Olise | Buts internationaux de Michael Olise | Buts internationaux de Michael Olise | Buts internationaux de Michael Olise |
|                                      | Date                                 | Lieu                                 | Adversaire                           | Résultat                             | Compétition                          | Notes                                | Notes                                | Sel.                                 |
| ------------------------------------ | ------------------------------------ | ------------------------------------ | ------------------------------------ | ------------------------------------ | ------------------------------------ | ------------------------------------ | ------------------------------------ | ------------------------------------ |
| 1.                                   | 23 mars 2025                         | Stade de France, Saint-Denis, France | Croatie                              | 2 - 0 5-4 t.a.b                      | Ligue des nations 2024-2025          | 1 - 0                                | 52e du pied gauche                   | 6e                                   |
| 2.                                   | 8 juin 2025                          | MHPArena, Stuttgart, Allemagne       | Allemagne                            | 0 - 2                                | Ligue des nations 2024-2025          | 2 - 0                                | 84e du pied droit                    | 8e                                   |

## Palmarès

### En club
Il remporte le premier titre de sa carrière sous les couleurs du Bayern Munich en étant sacré champion d'Allemagne en 2025 avant de remporter la Supercoupe d'Allemagne quelques semaines plus tard.

### En sélection
Avec la sélection nationale française, il remporte la médaille d'argent aux Jeux olympiques de 2024 avant de terminer troisième de la Ligue des nations en 2025.
| Bayern Munich                                                                           | France                                   | France olympique                              |
| --------------------------------------------------------------------------------------- | ---------------------------------------- | --------------------------------------------- |
| - Championnat d'Allemagne - Champion : 2025 - Supercoupe d'Allemagne - Vainqueur : 2025 | - Ligue des nations - Troisième en 2025. | - Jeux olympiques - Médaille d'argent : 2024. |

### Distinctions et décorations personnelles
- Membre de l'équipe-type de EFL Championship en 2021
- Meilleur passeur de Bundesliga en 2025 avec 17 passes.
- Rookie de la saison de Bundesliga en 2025[37]’[38]

- Chevalier de l'ordre national du Mérite (décret du 23 septembre 2024)[39]